# Iniidae
Iniidae là một họ động vật có vú trong bộ Cá voi. Họ này được nhà động vật học John Edward Gray miêu tả vào năm 1846.

## Phân loại
- - Họ Iniidae
    - Chi †Goniodelphis
      - G. hudsoni

    - Chi Inia
      - Inia araguaiaensis - cá heo sông Araguaia
      - Inia boliviensis - cá heo sông Bolivia
      - Inia geoffrensis - cá heo sông Amazon
        - I. g. geoffrensis -cá heo sông Amazonia
        - I. g. humboldtiana - cá heo sông Humboldt

    - Chi †Meherrinia
    - Chi †Ischyrorhynchus (syn. Anisodelphis)
      - I. vanbenedeni (syn. Anisodelphis brevirostratus)

    - Chi †Saurocetes (syn. Saurodelphis, Pontoplanodes)
      - S. argentinus (syn. Pontoplanodes obliquus)
      - S. gigas

## Hình ảnh

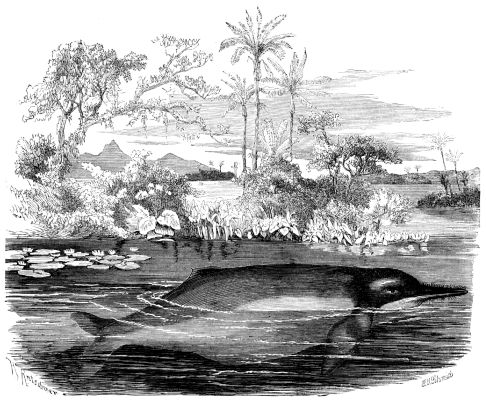
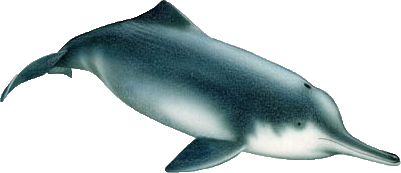
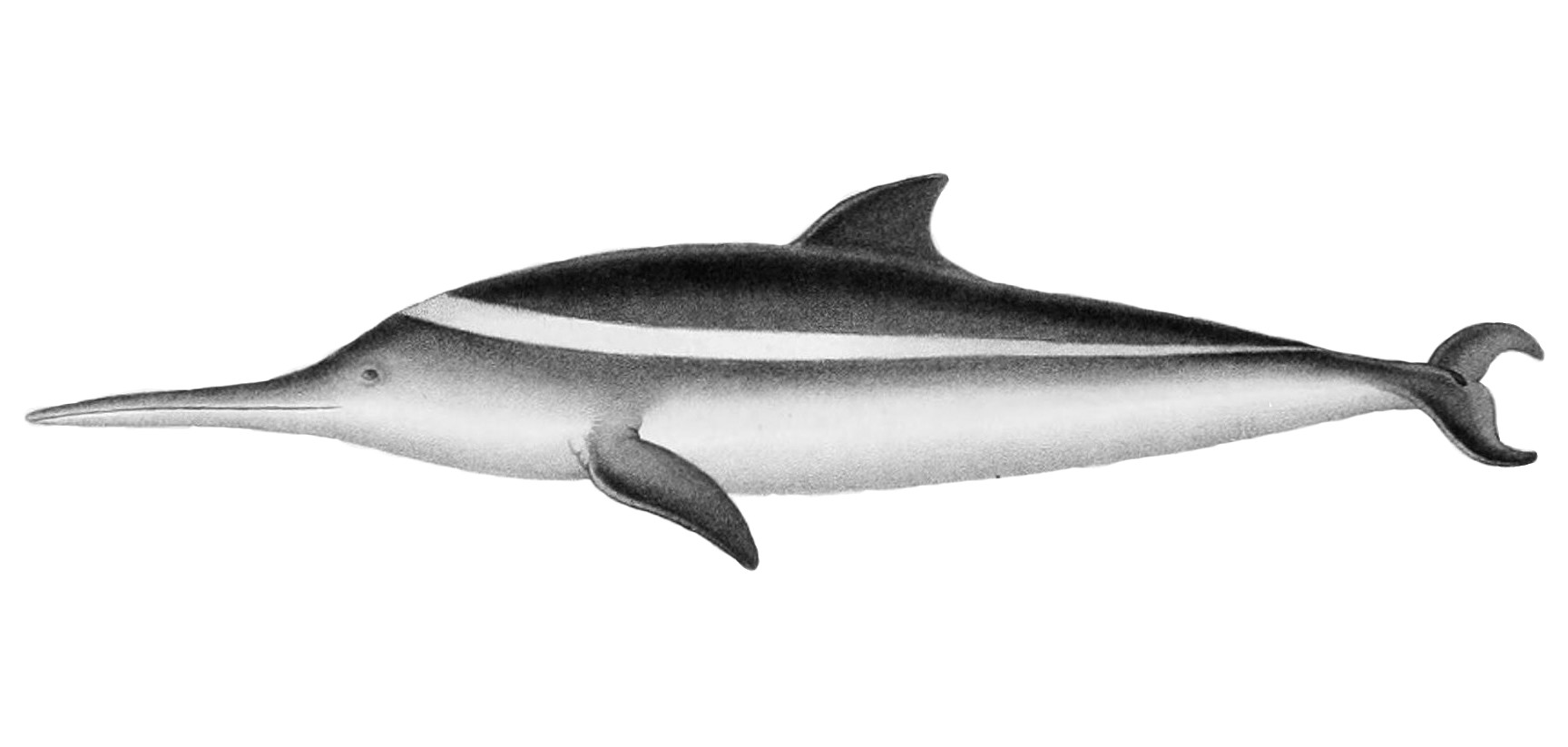